# Giuseppe Balzano
Giuseppe Balzano, född den 9 september 1616 i Valletta, död den 23 februari 1700 i Mdina, var en maltesisk kompositör. 
Balzano var katolsk präst och kapellmästare vid Mdinakatedralen mellan 1661 och 1699 och komponerade ett otal verk, bland annat 18 mässor och 64 psalmer. Det mesta går i typisk polyfonisk 1500-talsstil.